# Santa Llúcia de Mur
Santa Llúcia de Mur es una entidad de población española del municipio de Castell de Mur, perteneciente a la provincia de Lérida, en la comunidad autónoma de Cataluña.

## Toponimia
El lugar puede aparecer referido como «Santa Llúcia de Mur» y «Santa Lucía».

## Historia
Hacia mediados del siglo XIX, el lugar, por entonces con quince casas, pertenecía al municipio de Mur. Aparece descrito en el décimo volumen del Diccionario geográfico-estadístico-histórico de España y sus posesiones de Ultramar de Pascual Madoz con las siguientes palabras:

LUCIA (Santa): cas. en la prov. de Lérida, part. jud. de Tremp, es uno de los que componen el l. de Meer y se halla sit. en la vertiente oriental de una colina á 1/2 hora de aquel: tiene 15 casas con una igl. y vicario dependiente de la de Meer (V.)
(Madoz, 1847, p. 419)

En esa misma obra, en la entrada correspondiente a Mur, se dice que el lugar estaba situado en el mismo collado, «un poco mas abajo y á unos 8 minutos». El municipio de Mur desapareció en 1971 y Santa Llúcia de Mur, con el resto del término municipal, se incorporó al de Castell de Mur. En 2023, la entidad singular de población tenía empadronados tres habitantes.